# Antonis Martis
Antonis Martis (Larnaca, 8 september 2000) is een Cypriotisch voetballer die doorgaans uitkomt als middenvelder. Hij speelt nu bij Macarthur FC in Australië.

## Loopbaan
Op 21 oktober 2020 trad hij toe tot A-League club Macarthur. Hij maakte zijn professionele debuut op 9 januari 2021, Hij speelde tegen Wellington Phoenix. In augustus 2021 werd bekend dat Midtjylland en Macarthur de huurovereenkomst van Martis met nog een seizoen verlengden.